# Rhizangiidae
Rhizangiidae là một họ san hô trong bộ Scleractinia.

## Phân loại
Họ này gồm cácEl R:
- Astrangia.Milne-Edwards & Haime, 1848
- Astrea.Lamarck, 1801
- Cladangia.Milne Edwards & Haime, 1851
- Culicia.Dana, 1846
- Oulangia.Milne Edwards & Haime, 1848
- Platyhelia
- Rhizangia